# Canis Minor
Canis Minor o el Can Menor («perro pequeño») es una de las 88 constelaciones modernas. Formó parte también de forma evidente de las 48 constelaciones primitivas del Almagesto de Ptolomeo, dato que se encuentra incluido en la fuente de este último trabajo, la gran obra denominada Astronómica de Manilio de Antioquía. La figura del Can Menor es simple: una línea que une dos estrellas. Procyon, su estrella más brillante, forma junto con Betelgeuse (Orión) y Sirio (Can Mayor) el «Triángulo de Invierno».

## Características destacables

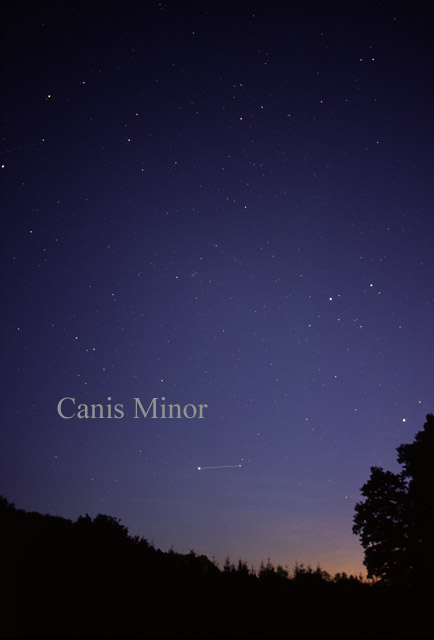
Constelación de Canis Minoris

La estrella más brillante del Can Menor, Procyon (α Canis Minoris), se encuentra a solo 11,4 años luz del sistema solar. Es un sistema binario cuya componente principal es una estrella blanco-amarilla de tipo espectral F5IV-V y siete veces más luminosa que el Sol, lo que indica su condición de subgigante que está terminando de fusionar el hidrógeno de su núcleo y ha comenzado a expandirse. La acompaña una enana blanca de tipo DQZ cuyo período orbital es de 40,84 años. El sistema tiene una edad aproximada de 2700 millones de años.
La segunda estrella en cuanto a brillo, β Canis Minoris, recibe el nombre de Gomeisa. Es una estrella caliente blanco-azulada de tipo espectral B8Ve con una temperatura efectiva de 11 772 K, 195 veces más luminosa que el Sol. Es una variable pulsante lenta (SPB) —rodeada por un disco de materia que emite radiación— ligeramente variable.
Le sigue en brillo γ Canis Minoris, una gigante naranja y binaria espectroscópica.
La cuarta estrella más brillante del Can Menor no tiene denominación de Bayer: HD 66141 es también una gigante naranja en torno a la cual se ha descubierto un planeta con una masa al menos seis veces mayor que la de Júpiter.
Otra estrella de la constelación, ε Canis Minoris, es una gigante luminosa de tipo G6.5IIb con una luminosidad bolométrica 1174 veces mayor que la luminosidad solar. Además está considerada una estrella de bario, cuyo espectro se caracteriza por la presencia de bario ionizado.
ζ Canis Minoris es también una gigante luminosa, aunque mucho más caliente —tipo espectral B8II—, y es una estrella de mercurio-manganeso, con sobreabundancia de elementos como mercurio, manganeso, neón y fósforo.

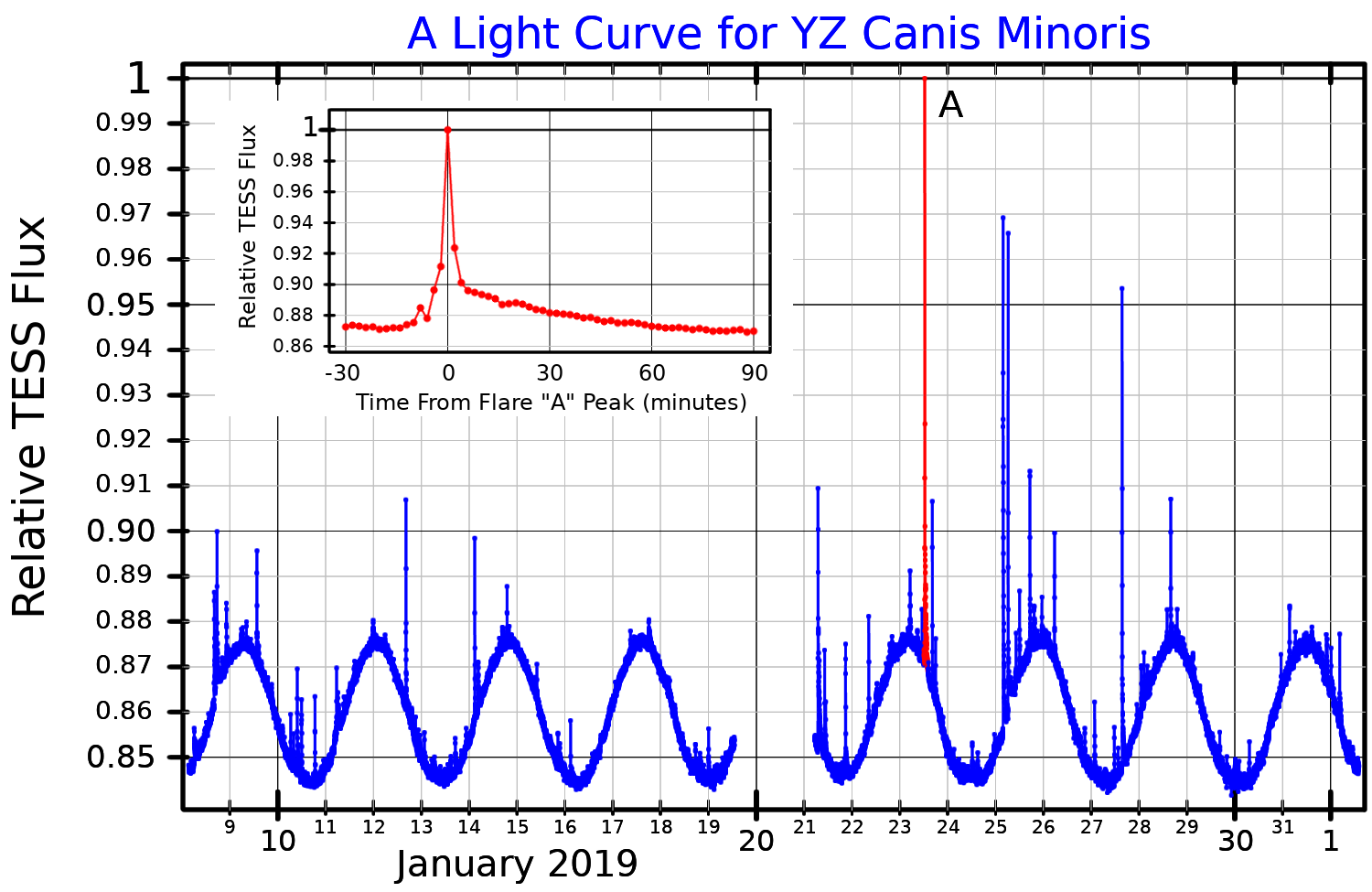
Curva de luz de YZ Canis Minoris a partir de datos de TESS

Entre las variables de la constelación están las variables Mira R Canis Minoris y S Canis Minoris.
La primera es una estrella de tipo S cuya magnitud aparente fluctúa entre +7,0 y +12,0 en un período de 340 días; la segunda, con una temperatura superficial de solo 2422 K, tiene un período de oscilación de 331,9 días.
De muy distintas características es YY Canis Minoris, una binaria eclipsante en donde el contacto entre las dos estrellas es marginal (< 3 %): muy probablemente el sistema está en el comienzo o el final de dicha fase de contacto.
La estrella de Luyten es una enana roja de tipo espectral M3.5V distante 12,4 años luz de la Tierra. Tiene dos planetas que orbitan a 0,036 y 0,091 ua de la estrella. El más exterior, en la zona habitable, es una «supertierra» con una masa de 2,89 ± 0,26 masas terrestres. En octubre de 2017 se transmitieron una serie de señales de radio hacia este planeta en el marco de un proyecto de METI y el festival de música Sónar.
Otra enana roja en la constelación es YZ Canis Minoris; de tipo M4.0V, es una estrella fulgurante y variable BY Draconis que se encuentra a 19,5 años luz.
Aunque la Vía Láctea atraviesa gran parte de Canis Minor, son pocos los objetos de cielo profundo en la constelación. Entre ellos está NGC 2485, una galaxia espiral barrada que se encuentra a unos 210 millones de años luz.

## Estrellas principales

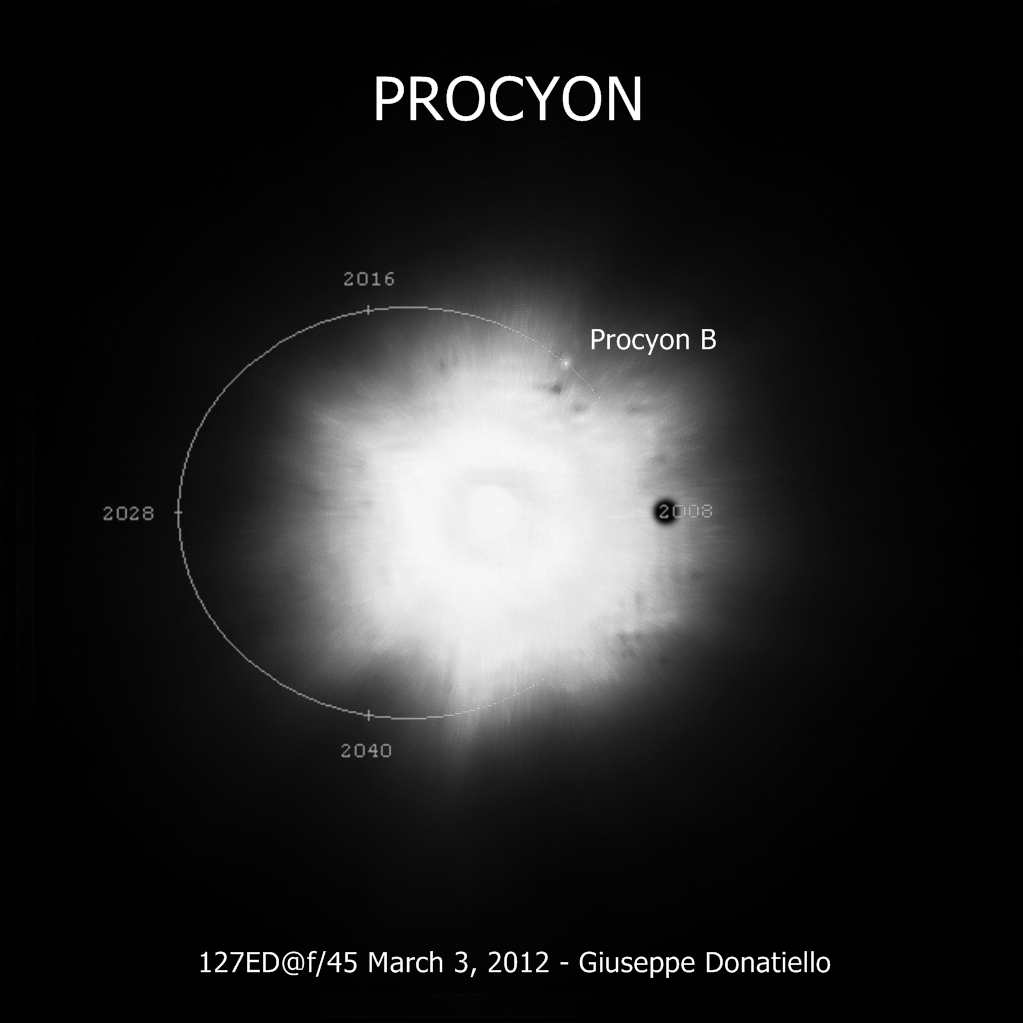
Órbita de las dos componentes de Procyon

- α Canis Minoris (Procyon), octava estrella más brillante del firmamento, tiene magnitud 0,36. Su distancia al sistema solar es de aproximadamente 11 años luz. La acompaña una tenue enana blanca, Procyon B, de magnitud 13.
- β Canis Minoris (Gomeisa), estrella blanco-azulada de magnitud 2,89 con un disco de materia alrededor; es una variable pulsante lenta (SPB).
- γ Canis Minoris, gigante naranja de magnitud 4,33 y binaria espectroscópica.
- δ Canis Minoris, denominación compartida por tres estrellas diferentes: δ1 CMi, δ2 CMi y δ3 CMi. δ1 Canis Minoris es una gigante blanco-amarilla a 760 años luz de distancia y δ2 Canis Minoris es una estrella de la secuencia principal.
- ε Canis Minoris, gigante luminosa amarilla de magnitud 4,99.
- ζ Canis Minoris, gigante luminosa blanco-azulada de magnitud 5,13; es una estrella de mercurio-manganeso.
- η Canis Minoris, de magnitud 5,24, también gigante blanco-amarilla.
- 14 Canis Minoris, gigante naranja de magnitud 5,30.
- R Canis Minoris, estrella variable Mira y estrella de tipo S.
- U Canis Minoris, variable Mira cuyo brillo varía entre magnitud 7,3 y 11,0 en un período de 338 días.
- YZ Canis Minoris (Gliese 285), enana roja que es a la vez estrella fulgurante y variable BY Draconis; se encuentra a 19,3 años luz del sistema solar.
- Estrella de Luyten (Gliese 273), enana roja a solo 12,37 años luz de distancia. En 2017 se descubrieron dos planetas extrasolares orbitando alrededor de esta estrella y en 2019 se anunció que el sistema planetario podría contar con otros dos planetas adicionales.

## Objetos de cielo profundo

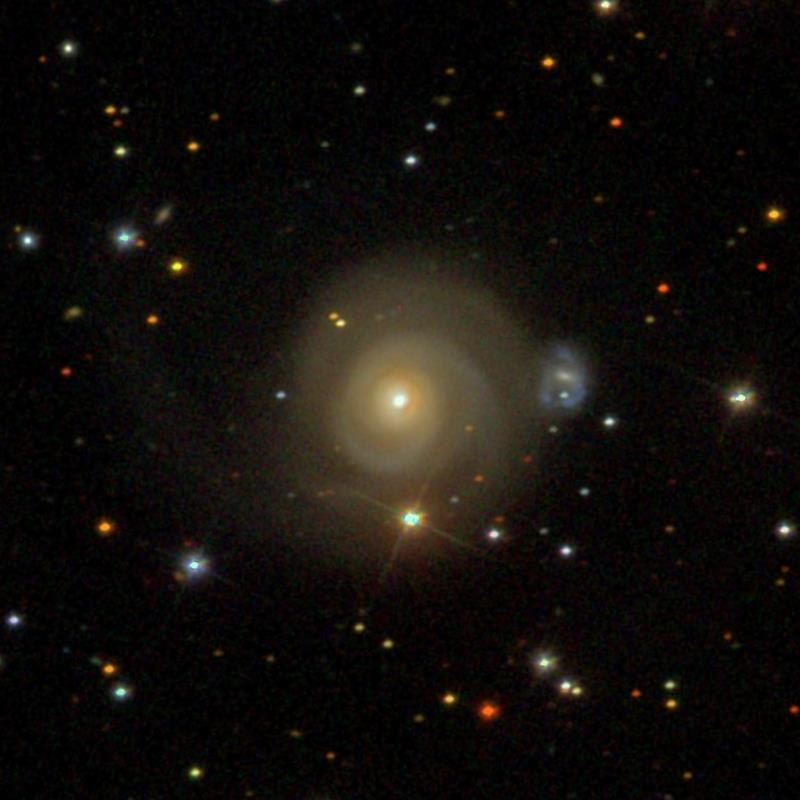
NGC 2485 (Créditos: Sloan Digital Sky Survey)

- NGC 2485, galaxia que se localiza 3,5.º al NE de la brillante Procyon.

## Mitología

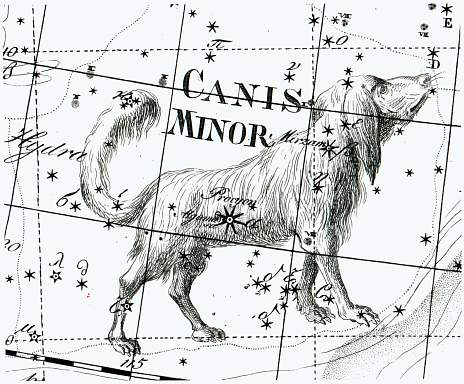
El Can Menor en la Uranographia de Johann Bode.

En la mitología griega al catasterismo del Can Menor la estrella más brillante de esta constelación lleva el nombre de Proción que significa «anterior el perro» en referencia a su aparición inmediatamente antes que la estrella perro (Sirio). El Can Menor está identificada más tarde con el Can Mayor, y esta constelación tuvo una historia similar, ya que en ambos casos, una gran estrella se encuentra en la vecindad del cazador Orión fue identificada como el perro de Orión, y la constelación fue vista como construida a su alrededor. Los griegos aplicaron el nombre de Procyon tanto a la estrella como a la constelación, porque surgían antes que el Can Mayor. Al igual que el Can Mayor, el Can Menor forma una imagen celeste junto con Orión, a quien se puede ver cazando a la Liebre por el cielo. Al ser de origen secundario, no tiene mitos independientes, sino que comparte los de Canis Major. Hay que señalar, sin embargo, que los mitos de Sirio se refieren a su naturaleza específica de estrella abrasadora (Canícula), y por esa razón no pueden transferirse propiamente a la constelación actual.
Los astrónomos árabes medievales mantuvieron la representación de Canis Minor (al-Kalb al-Asghar en árabe) como un perro; en su Libro de las estrellas fijas, Abd al-Rahman al-Sufi incluyó un diagrama de la constelación con una figura canina superpuesta. Había una ligera diferencia entre la visión ptolemaica de Canis Minor y la árabe; al-Sufi reivindica Mirzam, ahora asignado a Orión, como parte tanto de Canis Minor -el collar del perro- como de su hogar moderno. Los nombres árabes de Procyon y Gomeisa aludían a su proximidad y semejanza con Sirio, aunque no eran traducciones directas del griego; Procyon se llamaba ash-Shi'ra ash-Shamiya, la "Sirio siria" y Gomeisa se llamaba ash-Shira al-Ghamisa, la Sirio de ojos sombríos. En los Merazig de Túnez, los pastores observan seis constelaciones que marcan el paso de la estación seca y calurosa. Una de ellas, llamada Merzem, incluye las estrellas de Canis Minor y Canis Major y es el heraldo de dos semanas de tiempo caluroso.
Los antiguos egipcios consideraban esta constelación como Anubis, el dios chacal.

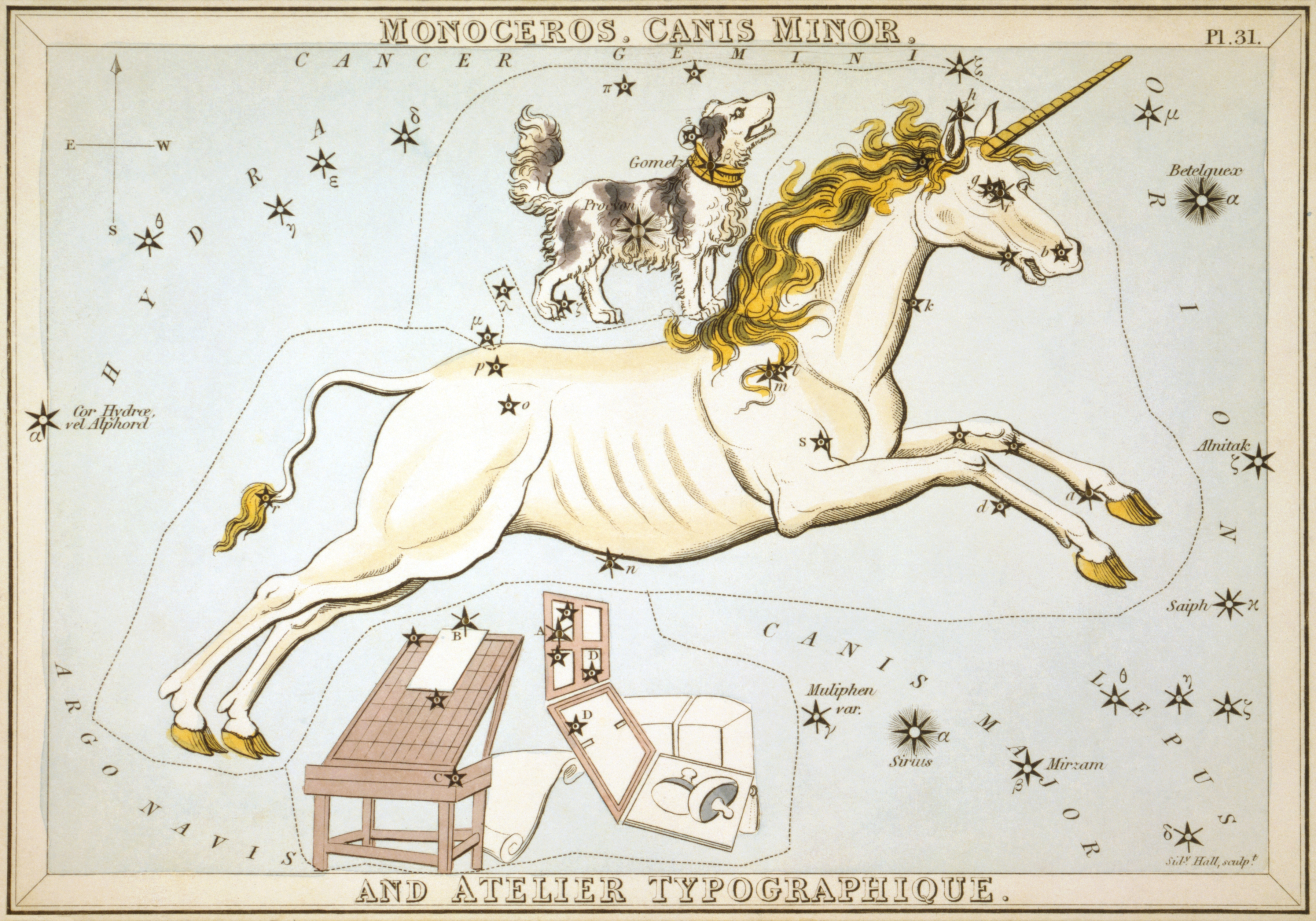
La constelación Canis Minor puede verse junto a Monoceros y la constelación obsoleta Atelier Typographique en este mapa estelar de 1825 de Urania's Mirror

Se han propuesto nombres alternativos: Johann Bayer a principios del siglo XVII denominó a la constelación Fovea "El Foso", y Morus "Sicomino Árbol". El poeta y escritor alemán del siglo XVII Philippus Caesius la relacionó con el perro de Tobías de los Apócrifos. Richard A. Proctor dio a la constelación el nombre de Felis "el Gato" en 1870 (en contraste con Canis Major, que había abreviado a Canis "el Perro"), explicando que buscaba acortar los nombres de las constelaciones para hacerlas más manejables en Cartas celestes. En ocasiones, Canis Minor se confunde con Canis Major y se le da el nombre de Canis Orionis ("Perro de Orión").

### En la astronomía no occidental
En astronomía china, las estrellas correspondientes a Canis Minor se encuentran en el Pájaro Bermellón del Sur (南方朱雀, Nán Fāng Zhū Què). Procyon, Gomeisa y Eta Canis Minoris forman un asterismo conocido como Nánhé, el Río del Sur. Con su homólogo, el río Beihe del Norte (Castor y Pollux), Nánhé también se asociaba con una puerta o centinela. Junto con Zeta y 8 Cancri, 6 Canis Minoris y 11 Canis Minoris formaba el asterismo Shuiwei, que literalmente significa "nivel del agua". Combinado con estrellas adicionales en Gemini, Shuiwei representaba a un funcionario que gestionaba las aguas de las inundaciones o un marcador del nivel del agua. La vecina Corea reconocía cuatro estrellas en Canis Minor como parte de una constelación diferente, "la posición del agua". Esta constelación estaba situada en el Pájaro Rojo, la porción meridional del cielo.
Los  pueblos polinesios a menudo no reconocían a Canis Minor como una constelación, pero veían a Procyon como algo significativo y a menudo lo nombraban; en el Archipiélago Tuamotu era conocido como Hiro, que significa "retorcido como un hilo de fibra de coco", y Kopu-nui-o-Hiro ("gran panza de Hiro"), que era o bien un nombre para la figura moderna de Canis Minor o un nombre alternativo para Procyon. Otros nombres incluían Vena (en honor a una diosa), en Mangaia y Puanga-hori (falso Puanga, el nombre de Rigel), en Nueva Zelanda. En las Islas de la Sociedad, Procyon era llamado Ana-tahua-vahine-o-toa-te-manava, literalmente "Aster la sacerdotisa de corazón valiente", figurativamente el "pilar para la elocución". El pueblo Wardaman del Territorio del Norte en Australia dio a Procyon y Gomeisa los nombres de Magum y Gurumana, describiéndolos como humanos que se transformaron en Eucalipto en el Tiempo del Sueño. Aunque su piel se había convertido en corteza, eran capaces de hablar con voz humana agitando sus hojas.
El  calendario azteca estaba relacionado con la su cosmología. Las estrellas de Canis Minor fueron incorporadas junto con algunas estrellas de Orión y Géminis en un asterismo asociado al día llamado "Agua".